# Emerson Hyndman
Emerson Schellas Hyndman (Dallas, Texas, Amerikai Egyesült Államok, 1996. április 9. –) amerikai labdarúgó, az Atlanta United játékosa.

## Pályafutása

### Fulham
A Dallasban született Hyndman a helyi Dallas Texans akadémiáján kezdett futballozni, mielőtt 2010-ben az FC Dallashoz került volna. A Newcastle United érdeklődött iránta, miután a csapat sportigazgatója, Dennis Wise látta játszani, de végül a Fulham ifiakadémiájára került 2011-ben, 15 évesen. Hyndman elárulta, hogy a csapat akadémiájának akkor vezetője, Huw Jennings győzte meg, hogy a londoniakat válassza. 2012-ben írta alá első hivatalos szerződését a klubbal.
2014. augusztus 9-én mutatkozott be a felnőtt csapatban, végigjátszva az Ipswich Town ellen 2-1-re elveszített bajnokit. Első profi szezonjában minden sorozatot egybevéve mindössze kilenc meccsen játszott az első csapatban, amihez egy kulcscsonttörés is hozzájárult. A 2015/16-os szezon elején az MLS honlapja azt állította, hogy Hyndman két szerződéshosszabbítási ajánlatot is elutasított, nagyobb csapatok érdeklődésére hivatkozva, 2015 szeptemberében azonban már arról szóltak a hírek, hogy marad a Fulhamnél.
A szezon során a Ligakupa harmadik fordulójában, a Stoke City ellen lépett pályára először. Ezután három hónapot töltött a tartalékok között, majd 2015. december 5-én a Nottingham Forest elleni bajnokin ismét lehetőséget kapott az első csapatban. Ezután sorozatban több meccsen is lehetőséget kapott, majd ismét mellőzte őt a kiesés ellen küzdő klub. 2016. április 9-én, 20. születésnapján megszerezte első bajnoki gólját, a Cardiff City ellen és a meccs legjobbjának is megválasztották.
A Fulham menedzsere, Slaviša Jokanović egy januári interjúban azt nyilatkozta, hogy kész elengedni ingyen Hyndmant a szezon végén. 2016. május 15-én megjelentek olyan értesülések, melyek tudni vélték, hogy a középpályás valóban távozni fog szerződése lejártával, de a Fulham számíthat némi kompenzációs összegre a távozásáért cserébe.

### Bournemouth
A Bournemouth 2016. június 17-én ingyen leigazolta Hyndmant.

## Válogatott pályafutása
Hyndman 2012-ben három meccs erejéig tagja volt az U17-es amerikai válogatottnak. 2014 augusztusában megkapta első meghívóját a felnőtt válogatottba, miután három meccset játszott a Fulham első csapatában. Szeptember 3-án, Csehország ellen mutatkozott be, a 67. percben csereként beállva.
2015 májusában behívták a 2015-ös U20-as vb-re készülő U20-as válogatottba. Első meccsén, Mianmar ellen győztes gólt szerzett.

## Magánélete
Hyndman nagyapja, Schellas Hyndman korábban az FC Dallas vezetőedzője volt. Családi gyökereinek köszönhetően portugál útlevéllel is rendelkezik. Gyerekkorában a labdarúgás mellett baseballozott és kosárlabdázott is, de elmondása szerint mindig is a futballban lelte a legnagyobb örömét.

## Sikere, díjai
- Atlanta United
  - US Open Cup: 2019
  - Campeones Cup: 2019

## Külső hivatkozások
- Emerson Hyndman pályafutásának statisztikái a Soccerbase oldalon (angolul)